# Cum de s-a înecat Mona?
Cum de s-a înecat Mona? (în engleză Drowning Mona) este un film de comedie de acțiune de mister regizat de Nick Gomez[*] după un scenariu de Peter Steinfeld[*]. În rolurile principale au interpretat  actorii Danny DeVito, Bette Midler, Neve Campbell, Jamie Lee Curtis și Casey Affleck.
A fost produs de studiourile Destination Films, Neverland Films și Jersey Films și a avut premiera la 3 martie 2000, fiind distribuit de Destination Films. Coloana sonoră a fost compusă de Michael Tavera[*]. 
Cheltuielile de producție s-au ridicat la 6 milioane de dolari și a avut încasări de 15,9 milioane de dolari.

## Rezumat
Mona Dearly este cea mai urâtă persoană din Verplank, un orășel din New York. Este groaznică: o femeie nepoliticoasă, geloasă, agresivă și alcoolică care nu este iubită nici măcar de membrii familiei. Într-o zi, Mona moare după ce a căzut cu mașina într-un râu. În timpul anchetei, șeful poliției Wyatt Rash ajunge la concluzia că tragedia nu a fost un accident.

## Distribuție
- Danny DeVito - Chief Wyatt Rash
- Bette Midler - Mona Dearly
- Neve Campbell - Ellen "Ellie" Rash
- Jamie Lee Curtis - Rona Mace
- Casey Affleck - Bobby Calzone
- William Fichtner - Phil Dearly
- Marcus Thomas - Jeph Dearly
- Peter Dobson - Lt. Feege Gruber
- Kathleen Wilhoite - Lucinda
- Mark Pellegrino - Murph Calzone
- Tracey Walter - Clarence
- Will Ferrell - Cubby, the Funeral Director
- Paul Ben-Victor - Deputy Tony Carlucci
- Paul Schulze - Deputy Jimmy D.
- Melissa McCarthy - Shirley
- Brian Doyle-Murray - Tow Truck Driver
- Raymond O'Connor - Father Tom
- Lisa Rieffel - Valerie Antonelli